# Les Charmes de la ferme
Pour plus de détails, voir Fiche technique et Distribution.
Les Charmes de la ferme (Farm Frolics) est un court métrage d'animation de la série américaine Merrie Melodies réalisé par Bob Clampett, produit par les Leon Schlesinger Studios et sorti en 1941.

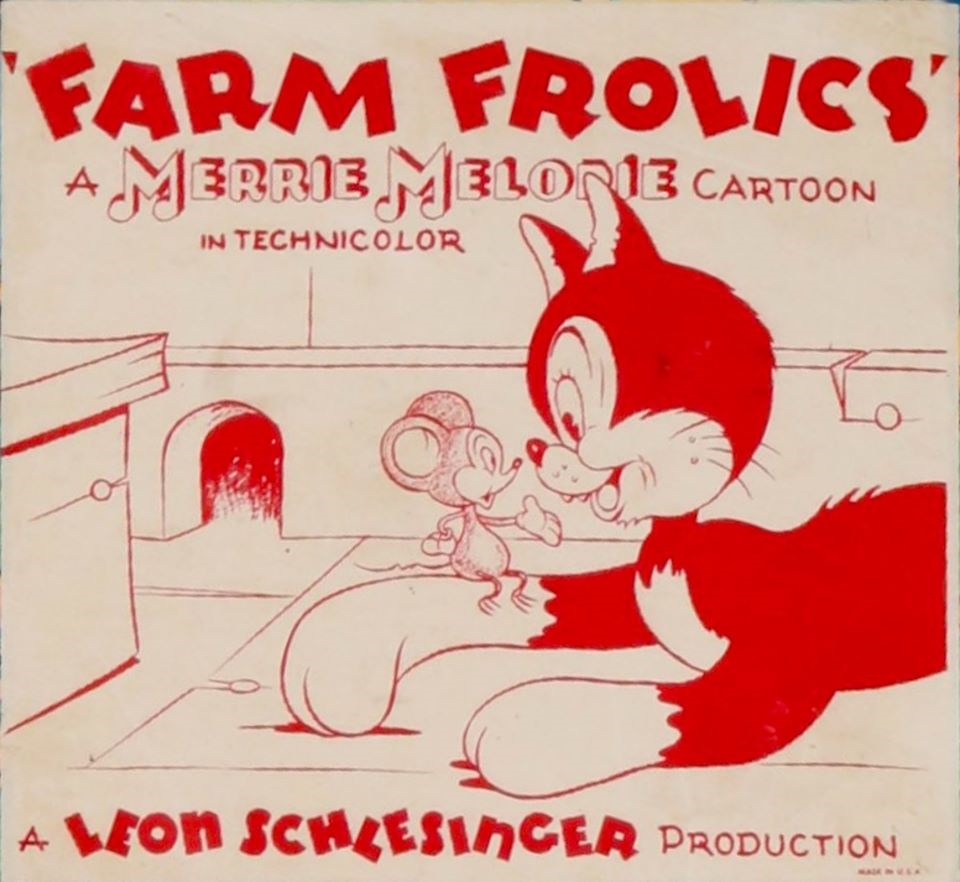
Carte de présentation publicitaire (1941) du film.